# Centro (Alicante)
Centro es un barrio de la ciudad española de Alicante. Según el padrón municipal, cuenta en el año 2023 con una población de 5987 habitantes (3171 mujeres y 2816 hombres).

## Localización
Centro limita al norte con los barrios de Mercado y San Antón, al este con Casco Antiguo-Santa Cruz, al sur con el puerto y al oeste con el barrio de Ensanche Diputación.
Asimismo, está delimitado exteriormente, desde el norte y en el sentido horario, por las avenidas y calles siguientes: Alfonso El Sabio, Jaime II, Teniente Daoiz, San Antonio, San Cristóbal, Rambla de Méndez Núñez, Explanada de España, Canalejas, Plaza de Calvo Sotelo, Federico Soto y Plaza de los Luceros.

## Población
Según el padrón municipal de habitantes de Alicante, la evolución de la población del barrio Centro en los últimos años, del 2010 al 2023, tiene los siguientes números:
|              | 2010 | 2011  | 2012  | 2013  | 2014  | 2015 | 2016   | 2017  | 2018  | 2019  | 2020  | 2021 | 2022   | 2023   |
| ------------ | ---- | ----- | ----- | ----- | ----- | ---- | ------ | ----- | ----- | ----- | ----- | ---- | ------ | ------ |
| Población    | 5569 | 5598  | 5622  | 5633  | 5552  | 5559 | 5384   | 5459  | 5508  | 5562  | 5574  | 5574 | 5683   | 5987   |
| (Diferencia) |      | (+29) | (+24) | (+11) | (-81) | (+7) | (-175) | (+75) | (+49) | (+54) | (+12) | (0)  | (+109) | (+304) |

## Fiestas
Las fiestas son las Hogueras de San Juan, ya que son las fiestas oficiales de la ciudad de Alicante, además es, junto al Caso Antiguo, la zona donde más hogueras se plantan en relación con su población y donde las comisiones cuentan con más antigüedad en la fiesta. Son las siguientes hogueras:
- Alfonso el Sabio: fundada en 1928, planta en el tramo final de la avenida de Alfonso el Sabio, cerca de la plaza de los Luceros. Parte de su distrito está en el barrio de Mercado. Ha conseguido ganar en 5 ocasiones el primer premio de la categoría Especial y ha conseguido 2 belleas del foc a lo largo de su historia.
- Calvo Sotelo: fundada en 1928, planta en la plaza del mismo nombre. Parte de su distrito está en el barrio de Ensanche Diputación. Ha ganado en 1 ocasión el máximo premio de las hogueras y ha conseguido 1 bellea del foc a lo largo de su historia. Fue fundada como plaza de la Reina Victoria, y con la llegada de la II República cambió el nombre a plaza del 14 de abril. Desde 1940 es Calvo Sotelo, al igual que la plaza.
- Hernán Cortés: fundada en 1929, ha ganado en 3 ocasiones el 1.er premio de la categoría Especial y es la hoguera con más belleas del foc de la historia, un total de 7 mujeres. Plantaba en la plaza Nueva, que en 1929 se llamaba Hernán Cortés, pero actualmente lo hace en la plaza de la Montañeta.
- Plaza de Gabriel Miró:, fundada en 1928, planta en la plaza de Gabriel Miró, ha ganado en 2 ocasiones el primer premio de las hogueras y ha conseguido 1 bellea del foc.
- Plaza de Ruperto Chapí:, fundada en 1928, planta en la plaza de Ruperto Chapí, frente al Teatro Principal. Ha ganado en 2 ocasiones el primer premio de las hogueras  y ha conseguido 4 belleas del foc.

La hoguera Mercado Central planta en la avenida de Alfonso el Sabio, frente al Mercado Central, en el límite entre el Centro y Mercado, si bien el edificio que le da nombre, está ya en el barrio del mismo nombre.

## Historia
Los terrenos que ocupa este barrio empezaron a urbanizarse en los albores del siglo XIX. En el año 1810, con la invasión francesa en curso, la ciudad tuvo que prepararse para un posible asedio. Se tomó la decisión de ampliar las murallas defensivas y su extensión, recogiendo en el nuevo perímetro el arrabal de San Francisco, que estaba fuera de las antiguas, y también los conventos de San Francisco y Capuchinas, incluyendo sus huertos y casas de campo.
Asimismo, se derribó el arrabal de San Antón que estaba extramuros de la ciudad y podía convertirse en una cabeza de puente del ejército invasor. Para realojar a sus habitantes, se proyectó la construcción de un nuevo barrio, el Barrio Nuevo le llamaron, con una trama urbana de calles ortogonales. Para unir esta prolongación de la ciudad con la parte consolidada, años después se derribó la muralla interior que discurría por el Vall, la actual Rambla. Sobre sus restos se construyó el paseo de la Reina, un paseo elevado que se convirtió en el eje de la ciudad.
El barrio, que en sus inicios sirvió para dar alojamiento a trabajadores trasladados a la fuerza, con el tiempo fue objeto de deseo de la burguesía y las autoridades. Por ello, terminaron ubicándose en esta zona viviendas singulares, diversas sociedades y organismos oficiales.

## Lugares a destacar

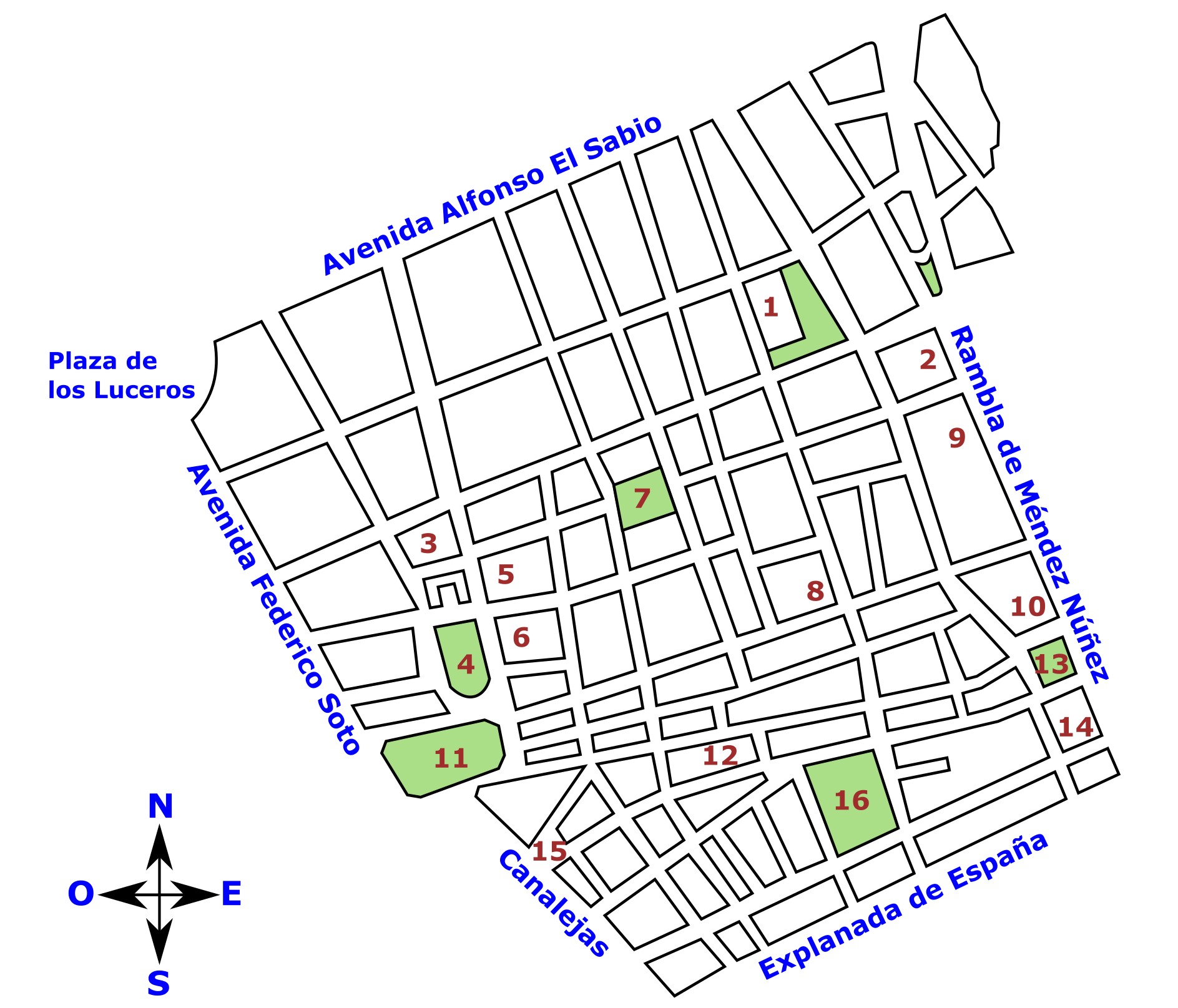
Mapa barrio Centro y lugares destacados.

Algunos de los lugares y espacios que destacan en el barrio Centro son:
- Teatro Principal (1)
- Edificio del Banco de España (2)
- Subdelegación del Gobierno en Alicante (3)[6]
- Plaza de la Montañeta (4)
- Iglesia de Nuestra Señora de Gracia (5)
- Delegación de Hacienda (6)
- Plaza Nueva (7)
- Palacio Salvetti, convertido en hotel (8)[7]
- Museo de Hogueras (9)[8]
- Casa del Ascensor (10)
- Plaza de Calvo Sotelo (11)
- Defensor del Pueblo de la Comunidad Valenciana (12)
- Portal de Elche (13)
- Edificio Gran Sol (14)
- Edificio Torrent (15)
- Plaza de Gabriel Miró y La Aguadora (16)